# Titanium
«Titanium» es una canción realizada por el disc-jockey y productor discográfico francés David Guetta, con la colaboración de la cantante australiana Sia; incluida en el quinto álbum de estudio de Guetta, Nothing but the Beat y el primero de los tres sencillos promocionales del álbum. Salió a la venta a nivel mundial para descarga digital el 5 de agosto de 2011. La canción en un principio presentaba la voz de Mary J. Blige y la versión se filtró por Internet en julio de 2011. El tema fue compuesto por Sia, David Guetta, Giorgio Tuinfort y Afrojack.
«Titanium» es una balada dentro de los géneros del house y electro house. Su letra habla sobre la fuerza interior. La voz de Sia en la canción se ha comparado con la de Fergie y la música, con el trabajo de Coldplay. La recepción crítica de la canción fue en general positiva y se comentó que se trata de uno de los temas más sobresalientes de Nothing but the Beat. «Titanium» alcanzó puestos dentro del top 10 en varios países, tales como Australia, Austria, Finlandia, Francia, Alemania, Irlanda, Países Bajos, Nueva Zelanda, Noruega, España, Suecia y Suiza, aunque no había sido lanzada oficialmente como sencillo. También ingresó al top 20 de Canadá y el Reino Unido.
El 21 de noviembre de 2011 se publicó un EP de descarga digital a través de Beatport con versiones remezcladas. El 29 de noviembre de 2011 se puso a la venta como sencillo oficial, acompañando al lanzamiento de la edición especial del álbum.

## Antecedentes

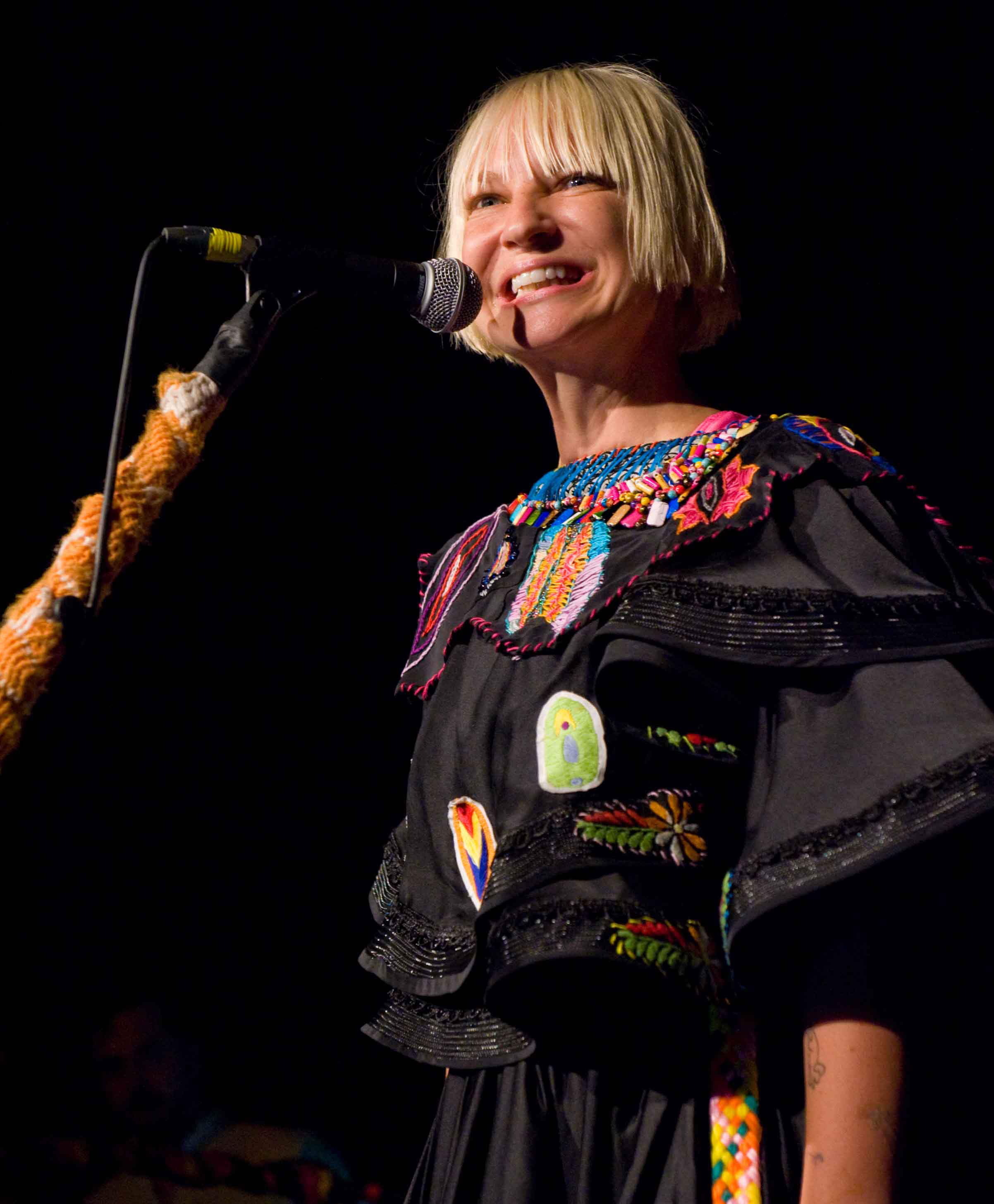
Sia durante una presentación en directo en Seattle en 2011.

«Titanium» fue compuesta por Sia, Guetta, Giorgio Tuinfort y Afrojack. La producción estuvo a cargo de Guetta, Tuinfort y Afrojack. Después de descubrir la música de Sia en Internet, Guetta la escogió para que figurara en su quinto álbum de estudio, Nothing but the Beat. Guetta dijo en Los Ángeles: «Sia me ha sorprendido mucho. [...] Esto me hizo examinar su música con más curiosidad porque realmente me impresionó. Tengo las personas más grandes en este álbum, pero ella tiene un perfil diferente, más parecido al de un artista indie y eso hace más especial a la canción, pienso que la hace sobresalir». En un concierto a principios de diciembre de 2011, Guetta comentó que «Titanium» está para él «en el mismo nivel» que su sencillo con Usher «Without You». Además, comentó al respecto: «En mi álbum Nothing but the Beat hay dos canciones que consideró realmente especiales: son "Without You" y "Titanium", porque son muy conmovedoras».
La canción originalmente contaba con la voz de la cantante estadounidense Mary J. Blige, versión que fue filtrada en julio de 2011. En una entrevista con News.com.au, Guetta habló acerca de la filtración: «No debían ni siquiera saberlo, [...] prefiero no hablar, eso fue molesto, se suponía que no saldría así». Sia grabó una demo de la canción, luego se la envió a Blige, entre otros artistas. Con el tiempo Guetta decidió quedarse con su versión. Al respecto, explicó: «La primera vez que escuché lo que hizo Sia —porque ella no estaba en el estudio conmigo— me enamoré de eso. [...] No se la quise dar a nadie más, estaba perfecta así como estaba. No se trata de qué tan grande seas en Estados Unidos, se trata de la canción y la voz».
 Sia le ofreció la canción a Katy Perry, pero esta la rechazó, ya que aparentemente no quería trabajar con Guetta. Un vocero comunicó a Take 40 Australia: «Sobre la canción "Titanium", Sia la compuso para Katy, pero [ella] no quería hacer una canción con Guetta. [...]».«Titanium» se lanzó como descarga digital el 8 de agosto de 2011, iTunes Store realizó una cuenta regresiva para la puesta en venta del álbum. Fue, además, el primero de los tres sencillos promocionales.

## Descripción

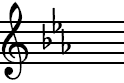
«Titanium» tiene una tonalidad de mi mayor.

«Titanium» ha sido descrita como «una conmovedora canción estilo balada» dentro de los géneros del pop, el house y electro house. Según la partitura publicada en Musicnotes.com por Sony/ATV Music Publishing, la canción se interpreta a un tempo de 126 pulsaciones por minuto. Está compuesta en una tonalidad de mi♭ mayor y el registro vocal de Sia abarca desde la nota sol3 a la nota mi♭5. De acuerdo con Andrew Gregory de The Daily Telegraph, la introducción de la canción tiene «un toque de los años ochenta». Trent Fitzgerald de PopCrush comentó al respecto: «Tiene el pulso de discoteca que hace doler la cabeza, con sintetizadores y efectos de sonido que provocan una [determinada] atmósfera». Ben Norman de About.com señaló que «incorpora rasgueos de guitarra, antes de que entre un pulso increíble; Sia irradia una emoción positiva». Los rasgueos de guitarra se compararon con los de «Every Breath You Take».
«Titanium» tiene una letra referida a la fuerza interior: I'm bulletproof, nothin' to lose / Fire away, fire away / Ricochet, you take your aim / Fire away, fire away / You shoot me down, but I won't fall / I am titanium («Soy a prueba de balas/ nada que perder / ¡dispara, dispara! / Me rebotan, apunta bien / ¡dispara, dispara! / Me das un balazo, pero no me derribo / Soy de titanio»). Al Fox de BBC Music dijo que Sia tenía una «voz fantasmagórica [y] como de mandolina». Cameron Adams de Herald Sun la llamó un «sapo de otro pozo», mientras que Melinda Newman de HitFix comparó la voz de Sia con la de Fergie. Genevieve Koski de The A.V. Club dijo que Sia «se las ingenia para mantener su cabeza por sobre las olas de sintetizadores subiendo el volumen de su voz para coincidir con el pulso desmedido». David Jeffries de Allmusic comparó la canción con la música de Coldplay.

## Recepción

### Comentarios de la crítica

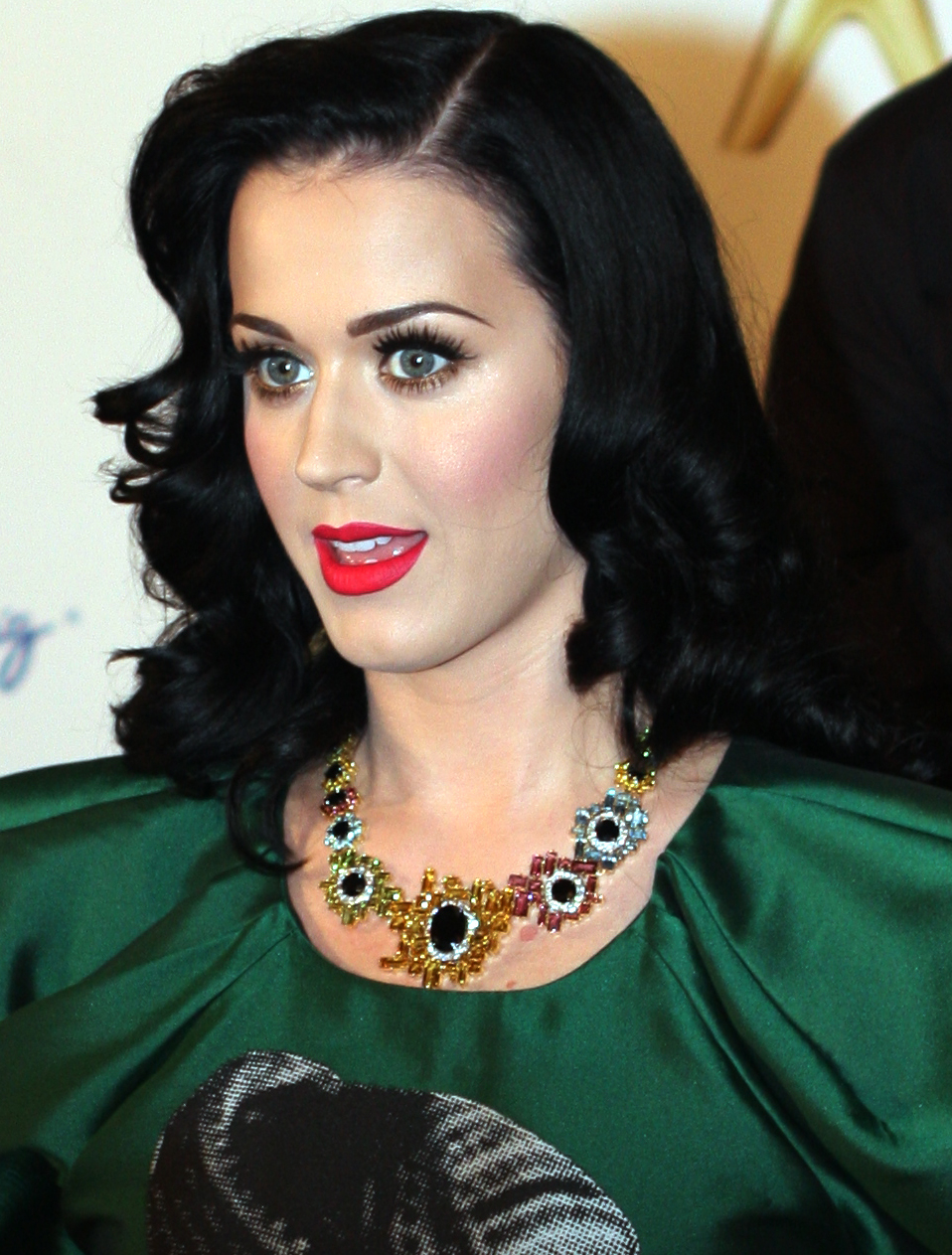
Katy Perry rechazó la canción porque aparentemente no quería trabajar con David Guetta.

David Bryne y Tony Peregrin de Windy City Times llamaron a la canción «épica» y «enérgica» y comentaron que «Sia se roba el espectáculo» en Nothing But the Beat. Robert Copsey de Digital Spy consideró la pista como «la más sobresaliente del disco». Un periodista de Samesame.com.au coincidió y la llamó «el mejor corte» del álbum, además de comentar que es «un tema que repetirás muy pronto». Tom Ewing de The Guardian comentó que «Sia, en "Titanium", canta el anzuelo principal del álbum». Rich Lopez de Dallas Voice afirmó que «la letra colaborativa lleva el tema a otro nivel que en cualquier otra canción» del álbum y comentó que Sia hizo una «composición ingeniosa». Ben Norman de About.com comentó que «básicamente tira al resto del álbum al agua. Colaborar con Sia es probablemente la jugada más hábil que Guetta ha hecho recientemente en cuanto a calidad musical». David Griffiths de 4Music la llamó «el cuelgue más curioso» del álbum y afirmó que «en "Titanium", Guetta le da a la cantante australiana un cierto atractivo y éxito comercial, mientras que la voz de Sia le da un toque peculiar a la canción». Kerri Mason de la revista Billboard describió al sencillo como «el tema de Guetta más extravagante y épico hasta la fecha (en su combinación única y poco frecuente)». Jamie Horne de The Border Mail describió la pista como «fervorosa». Joe Copplestone de PopMatters señaló que canciones del álbum como «Titanium» y «Night of Your Life» «hacen recordar la potencia» de las colaboraciones anteriores de Guetta con Kelly Rowland en «When Love Takes Over» (2009) y «Commander» (2010).

### Logro comercial
En Australia «Titanium» debutó en el puesto treinta y uno en la lista de sencillos australiana el 15 de agosto de 2011 y alcanzó el puesto número cinco el 5 de septiembre de 2011. Recibió un disco de platino otorgado por la Australian Recording Industry Association y sus ventas superaron las 210 000 copias digitales. Se volvió el sencillo de Sia como solista que más alto llegó a las listas en el país, así como el noveno éxito de Guetta en ingresar al Top 10. También debutó en el número tres en la lista de Austria y en el número nueve en la francesa. La canción ingresó al Top 10 en las listas de Bélgica (Valonia), Finlandia, Alemania, Irlanda, los Países Bajos, Noruega, España, Suecia y Suiza. Además ingresó al Top 20 en Bélgica (Región Flamenca), Canadá y Nueva Zelanda. En el Reino Unido la canción debutó en el número 16 en las listas británicas el 20 de agosto de 2011 y alcanzó el puesto uno el 29 de enero de 2012. La posición más baja en la que ingresó fue en la lista eslovaca, donde alcanzó el puesto ochenta y uno.

## Versiones y uso en los medios
El 31 de octubre de 2011, Andrew Wishart compuso una versión de «Titanium» para la tercera temporada de la edición australiana de The X Factor. Martin Madeja también realizó una versión de «Titanium» en la segunda temporada de la edición alemana de dicho programa el 8 de noviembre de 2011. La canción se usó en la quinta temporada del programa de televisión estadounidense Gossip Girl, concretamente en el episodio «I Am Number Nine», transmitido el 7 de noviembre de 2011. El 12 de octubre de 2012, la banda holandesa Within Temptation versionó la canción, un poco más pesada, debido a su género musical, como parte de su proyecto Within Temptation Friday. En 2014, la banda Postmodern Jukebox publicó una versión jazz crooner del tema con el cantante Von Smith a la voz.
La canción también fue utilizada en el comienzo del último episodio de la película argentina Relatos salvajes, de Damián Szifron, nominada en los premios Óscar.

## Video musical
Se divulgó a través de YouTube un adelanto de catorce segundos del video promocional el 16 de diciembre de 2011. En él, se puede ver a un niño en un bosque lleno de humo huyendo del equipo SWAT. El vídeo finaliza con la leyenda: The Music Video Coming Soon («El video se estrenará próximamente»). Se estrenó completo en Internet el 21 de diciembre con una duración de 4:05 minutos. Posee una trama de ciencia ficción protagonizada por el actor Ryan Lee, quien había trabajado previamente en la película de J. J. Abrams Super 8. En el video cuenta la historia de un niño que sale de una escuela destruida. El niño se levanta y camina por los pasillos y ve a una profesora llamando a la policía. Al ver eso el niño sale corriendo de la escuela y monta en su bicicleta justo antes de que la policía llegara. Luego, se dirige hacia una casa manejando su bicicleta a toda velocidad y se ven planos variados del actor conduciendo en un paisaje invernal y junto a dos mujeres que corren. Cuando llega a la casa, la televisión encendida da a entender que ocurrieron «sucesos sobrenaturales» en un colegio y en los planos posteriores se muestra que el niño es capaz de mover objetos con su mente. Cuando unos hombres armados ingresan a la casa, el niño logra escaparse y se interna en un bosque en una puesta de sol, donde luego será capturado por ellos. El grupo lo obliga a agacharse y poner sus manos en la nuca. Tras los versos Shoot me down/But I won't fall/I am titanium («Dispárame/ pero no caeré /Soy de titanio»), el personaje de Lee genera una explosión que acaba con ellos. Según la revista Billboard: «La escenografía sobrenatural y el ambiente de los suburbios recuerdan a Super 8, la obra de ciencia-ficción de J. J. Abrams que se estrenó en junio de 2011».
El 12 de agosto de 2012 se estrenó de nuevo el vídeo pero con la letra en español en la cuenta VEVO de David Guetta. Esta versión incluye la colaboración de la vocalista Mey, la cual fue incluida en una edición especial del relanzamiento del álbum Nothing but the Beat2.0.

## Formatos y remezclas
| EP digital |                                                 |          |  |
| N.º        | Título                                          | Duración |  |
| 1.         | «Titanium» (Cazzette's Ant Seeking Hamster Mix) | 6:37     |  |
| 2.         | «Titanium» (Alesso Remix)                       | 6:43     |  |
| 3.         | «Titanium» (Nicky Romero Remix)                 | 5:40     |  |
| 4.         | «Titanium» (Arno Cost Remix)                    | 7:02     |  |
| 5.         | «Titanium» (Gregori Klosman Remix)              | 6:23     |  |
| 6.         | «Titanium» (Versión extendida)                  | 5:12     |  |

## Créditos
Créditos adaptados a partir de las notas de Nothing but the Beat.
- David Guetta – compositor, productor, mezcla.
- Sia – voces, compositora.
- Afrojack – compositor, producción, mezcla.
- Giorgio Tuinfort – compositor, producción.

## Posicionamiento en listas
| País            | Lista (2011-12)                   | Mejor posición | Ref.   |
| --------------- | --------------------------------- | -------------- | ------ |
| Alemania        | Media Control Charts              | 5              | [ 36 ] |
| Australia       | ARIA Singles Chart                | 5              | [ 30 ] |
| Austria         | Ö3 Austria Top 40                 | 3              | [ 34 ] |
| Bélgica         | Ultratop 50 flamenca              | 10             | [ 56 ] |
| Bélgica         | Ultratop 40 valona                | 4              | [ 57 ] |
| Brasil          | Hot 100 Airplay                   | 18             | [ 58 ] |
| Canadá          | Canadian Hot 100                  | 7              | [ 40 ] |
| Dinamarca       | Tracklisten                       | 3              | [ 59 ] |
| Escocia         | Scottish Singles Top 40           | 1              | [ 60 ] |
| Eslovaquia      | Rádio Top 100 Oficiálna           | 10             | [ 43 ] |
| España          | PROMUSICAE                        | 5              | [ 61 ] |
| España          | Los 40 Principales                | 1              | [ 62 ] |
| Estados Unidos  | Billboard Hot 100                 | 1              | [ 63 ] |
| Estados Unidos  | Pop Songs                         | 3              | [ 64 ] |
| Estados Unidos  | Adult Pop Songs                   | 24             | [ 65 ] |
| Estados Unidos  | Dance/Club Play Songs             | 3              | [ 66 ] |
| Estados Unidos  | Top Latin Songs                   | 40             | [ 67 ] |
| Finlandia       | Mitä hittiä                       | 4              | [ 39 ] |
| Francia         | SNEP                              | 3              | [ 35 ] |
| Hungría         | Magyar Hanglemezkiadók Szövetsége | 8              | [ 68 ] |
| Irlanda         | Irish Singles Chart               | 4              | [ 37 ] |
| Israel          | Media Forest                      | 1              | [ 69 ] |
| Italia          | FIMI                              | 3              | [ 70 ] |
| Japón           | Japan Hot 100                     | 95             | [ 71 ] |
| México          | Billboard Mexican Airplay         | 10             | [ 72 ] |
| Noruega         | VG-lista                          | 2              | [ 73 ] |
| Nueva Zelanda   | RIANZ                             | 3              | [ 74 ] |
| Países Bajos    | Nederlandse Top 40                | 2              | [ 38 ] |
| Portugal        | Billboard Digital Songs           | 4              | [ 75 ] |
| Reino Unido     | UK Dance Chart                    | 1              | [ 76 ] |
| Reino Unido     | UK Singles Chart                  | 1              | [ 42 ] |
| República Checa | Radio Top 100                     | 4              | [ 77 ] |
| Rumanía         | Romanian Top 100                  | 27             | [ 78 ] |
| Suecia          | Sverigetopplistan                 | 3              | [ 79 ] |
| Suiza           | Schweizer Hitparade               | 9              | [ 80 ] |
| Europa          | European Hot 100                  | 2              | [ 81 ] |

| País           | Lista (2012)                | Mejor posición | Ref.   |
| -------------- | --------------------------- | -------------- | ------ |
| Alemania       | Single Jahrescharts         | 25             | [ 82 ] |
| Australia      | ARIA Singles Chart          | 18             | [ 83 ] |
| Austria        | Ö3 Austria Top 40           | 21             | [ 84 ] |
| Bélgica        | Ultratop valona             | 76             | [ 85 ] |
| Canadá         | Canadian Hot 100            | 23             | [ 86 ] |
| España         | PROMUSICAE                  | 18             | [ 87 ] |
| Estados Unidos | Billboard Hot 100           | 24             | [ 88 ] |
| Estados Unidos | Radio Songs                 | 26             | [ 89 ] |
| Estados Unidos | Digital Songs               | 33             | [ 90 ] |
| Estados Unidos | Pop Songs                   | 23             | [ 91 ] |
| Estados Unidos | Dance/Club Play Songs       | 23             | [ 92 ] |
| Reino Unido    | The Official Charts Company | 4              | [ 93 ] |
| Países Bajos   | Mega Single Top 100         | 20             | [ 94 ] |
| Suecia         | Sverige topp listan         | 33             | [ 95 ] |
| Suiza          | Schweizer Hitparade         | 56             | [ 96 ] |

## Certificaciones
| País           | Organismo certificador | Certificación | Simbolización | Ventas    | Ref.    |
| -------------- | ---------------------- | ------------- | ------------- | --------- | ------- |
| Alemania       | BVMI                   | Platino       | ▲             | 300 000   | [ 97 ]  |
| Australia      | ARIA                   | 5× Platino    | 5▲            | 350 000   | [ 31 ]  |
| Austria        | IFPI Austria           | Platino       | ▲             | 30 000    | [ 98 ]  |
| Bélgica        | BEA                    | Platino       | ▲             | 30 000    | [ 99 ]  |
| Dinamarca      | IFPI Dinamarca         | Platino       | ▲             | 30 000    | [ 100 ] |
| España         | PROMUSICAE             | Oro           | ●             | 20 000    | [ 101 ] |
| Estados Unidos | RIAA                   | 2× Platino    | 2▲            | 2 000     | [ 102 ] |
| Francia        | SNEP                   | Oro           | ●             | 75 000    | [ 103 ] |
| Italia         | FIMI                   | 3× Platino    | 3▲            | 90 000    | [ 104 ] |
| México         | AMPROFON               | 2× Platino    | 2▲            | 120 000   | [ 105 ] |
| Nueva Zelanda  | RIANZ                  | 3× Platino    | 3▲            | 45 000    | [ 106 ] |
| Reino Unido    | BPI                    | 2× Platino    | 2▲            | 1 200 000 | [ 107 ] |
| Suiza          | IFPI Suiza             | 2× Platino    | 2▲            | 60 000    | [ 108 ] |

## Historial de lanzamientos
| País          | Fecha                   | Formato       | Ref.    |
| ------------- | ----------------------- | ------------- | ------- |
| Alemania      | 8 de diciembre de 2011  | EP digital    | [ 53 ]  |
| Austria       | 8 de diciembre de 2011  | EP digital    | [ 109 ] |
| Bélgica       | 8 de diciembre de 2011  | EP digital    | [ 110 ] |
| Finlandia     | 8 de diciembre de 2011  | EP digital    | [ 111 ] |
| Italia        | 8 de diciembre de 2011  | EP digital    | [ 112 ] |
| Países Bajos  | 8 de diciembre de 2011  | EP digital    | [ 113 ] |
| Noruega       | 8 de diciembre de 2011  | EP digital    | [ 114 ] |
| Suiza         | 8 de diciembre de 2011  | EP digital    | [ 115 ] |
| Francia       | 12 de diciembre de 2011 | EP digital    | [ 116 ] |
| Luxemburgo    | 12 de diciembre de 2011 | EP digital    | [ 117 ] |
| Nueva Zelanda | 12 de diciembre de 2011 | EP digital    | [ 118 ] |
| Portugal      | 12 de diciembre de 2011 | EP digital    | [ 119 ] |
| Singapur      | 12 de diciembre de 2011 | EP digital    | [ 120 ] |
| Suecia        | 12 de diciembre de 2011 | EP digital    | [ 121 ] |
| España        | 13 de diciembre de 2011 | EP digital    | [ 122 ] |
| Irlanda       | 16 de diciembre de 2011 | Remix digital | [ 123 ] |
| Reino Unido   | 16 de diciembre de 2011 | Remix digital | [ 124 ] |